# 考特尼·霍奇斯

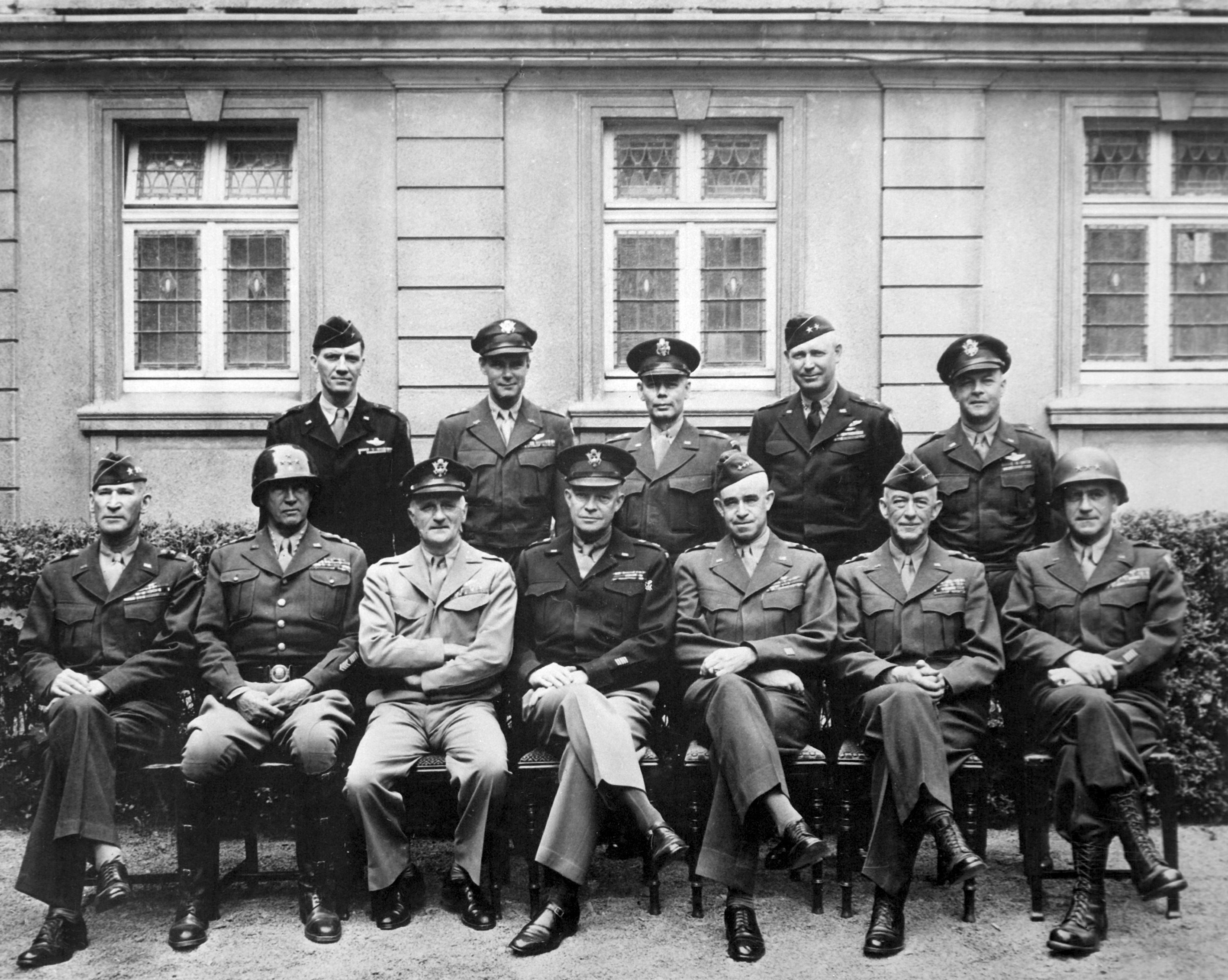
前排右邊第二個就是霍奇斯

考特尼·希克斯·霍奇斯（Courtney Hicks Hodges，1887年1月5日—1966年1月16日），美國陸軍上將，主要指揮他的美軍第1軍團活躍于歐洲西北部戰場。

## 生平
霍奇斯加入西点军校學習，但是休學了1年時間，在考試時拿得比較糟糕的成績。1906年，與乔治·马歇尔參加過第一次世界大戰，在1909年畢業。

### 第二次世界大戰
1941年晉升為少將，1942年為美軍第10軍軍長，並派到前線進行指揮。1943年，霍奇斯與他的第10軍和第3軍團被派遣到英國，在奥马尔·布拉德利下工作。1944年6月到7月，作為布萊德利的副指揮，指揮第1軍團，進行霸王行动。8月，霍奇斯成為第1軍團指揮官，而本來是第1軍團的布萊德利總司令轉為第12集團軍總司令。
霍奇斯的部隊是第一個到達和解放法國首都巴黎，接著他帶領他們經過法國、比利時、盧森堡，進攻納粹德國。在突出部戰役，他的部隊被伯纳德·蒙哥马利收納到自己指揮下的盟軍第21集團軍。隨後的萊茵河戰役，霍奇斯指揮第1軍團在雷馬根穿越萊茵河進入納粹德國。1945年3月橫渡萊茵河進行戰利品行動，并收到辛普森的聯絡通訊，與辛普森的美軍第9軍團完全合圍魯爾。在歐洲戰場將近結束，1945年4月15日被晉升為四星上將，他是第一個從士兵行列，慢慢晉升到上將的人。
1945年5月7日歐洲戰場結束，霍奇斯被命令與他的第1軍團到太平洋戰場，進攻日本。然而還沒有到進攻，在1945年3月和5月期間，美國對日本本土進行了兩次轟炸。隨後對日本進行兩次原子彈轟炸，最後令日本無條件投降。

### 身後
二戰後，霍奇繼續指揮美國第1軍團堡傑伊在總督島，紐約，直到他1949年3月退休。1966年，霍奇斯在得克萨斯州圣安东尼奥去世。